# Armadillo Run
Armadillo Run es un videojuego de puzles basados en simulaciones físicas creado por Peter Stock. La versión actual del videojuego es la 1.0.7, y se puede comprar o probar gratis en la página web de Armadillo Run.
Una segunda versión de Armadillo Run, llamada Armadillo Run 2 está en fase de beta semi-pública. Cualquier poseedor de una copia legitima de Armadillo Run puede acceder a ella introduciendo su código de registro en la página web oficial.

## Objetivo
El objetivo del juego es conseguir llevar a Armadillo, un pequeño animal amarillo enroscado formando una especie de balón hasta la meta (un "portal"). Esto se debe lograr creando una estructura usando varios materiales para llevar a "Armadillo" hasta el portal sin que caiga al vacío, o se quede atascado.
El estilo del juego puede ser definido como una mezcla entre Bridge Builder y The Incredible Machine, y está inspirado en Rube Goldberg. Su creador, Peter Stock, menciona Bridge Builder y Stair Dismount como modelos para la construcción y la dinámica natural respectivamente.

## Jugabilidad
El juego principal tiene 50 niveles "normales" para completar, y muchos niveles extra que se desbloquean consiguiendo dinero en los niveles normales.
Cada nivel normalmente contiene a Armadillo, la meta, varios puntos, y normalmente también contiene algunas piezas que no se pueden mover. Los puntos más grandes están fijos; estos son muy útiles, porque son usados para montar las estructuras. El jugador puede utilizar cuerda, barras metálicas, chapas metálicas, tela, caucho, gomas elásticas y cohetes. El jugador puede además cambiar la tensión de los materiales, así como el tiempo que estarán hasta romperse y desaparecer. En algunos niveles no están disponibles todos los materiales.
El jugador debe no solo conseguir que Armadillos llegue hasta la meta, sino que debe conseguir que se mantenga dentro de ella durante cinco segundos.
Además, cada material tiene un coste asociado a la cantidad que se use, y el dinero que tiene el jugador en cada nivel es limitado. Si el jugador construye una estructura que consiga llevar a armadillo hasta la meta, pero el coste es superior al dinero que posee el jugador, el jugador no podrá pasar de nivel. Debido a que teóricamente cada nivel tiene miles de posibles soluciones, su deber es intentar terminar el nivel con el mínimo coste.
Armadillo Run posse también un editor de niveles, y anima a los jugadores a compartir sus niveles subiéndolos a la página web de Armadillo Run. Además, los jugadores pueden compartir las soluciones para los niveles, así si un jugador se queda atascado en un nivel puede ver como otros lo han solventado.
Los jugadores pueden también crear niveles en los que el jugador no debe hacer nada (y en ocasiones ni siquiera puede). Estos niveles muestran ingeniosas formas de completar el nivel. Estos niveles pueden ir desde montañas rusas simuladas hasta choques abstractos de coches, y muestran un uso intensivo del motor físico del juego.

## Recepción
El juego fue bien recibido por la crítica; Metacritic situó su puntuación media en el 88 %. Además ganó el Premio de Oro de Game Tunnel, y un 88 % de PC Gamer UK.
Fue además nominado en 2007 en Festival de Juegos Independientes para el Gran Premio Seumas McNally y el premio de Diseño e innovación.

## Enlaces
- Sitio web oficial de Armadillo Run
- Post mortem writeup Archivado el 9 de septiembre de 2009 en Wayback Machine. en Gamasutra
- Análisis en Fun-Motion

- Datos: Q2267855